# París-Bourges 2019
La 69.ª edición de la clásica ciclista París-Bourges fue una carrera en Francia que se celebró el 10 de octubre de 2019 con inicio en la ciudad de Gien y final en la ciudad de Bourges sobre un recorrido de 193,9 kilómetros.
La carrera formó parte del UCI Europe Tour 2019, dentro de la categoría UCI 1.1. El vencedor fue el francés Marc Sarreau del Groupama-FDJ seguido de los belgas Tom Van Asbroeck del Israel Cycling Academy y Amaury Capiot del Sport Vlaanderen-Baloise.

## Equipos participantes
Tomaron parte en la carrera 21 equipos: 2 de categoría UCI WorldTeam; 11 de categoría Profesional Continental; y 8 de categoría Continental. Formando así un pelotón de 142 ciclistas de los que acabaron 120. Los equipos participantes fueron:
| WorldTeams (2)- AG2R La Mondiale - Groupama-FDJ Equipos continentales profesionales (11)- Arkéa-Samsic - Cofidis, Solutions Crédits - Total Direct Énergie - Vital Concept-B&B Hotels - Delko-Marseille Provence - Rally UHC Cycling - Sport Vlaanderen-Baloise - Israel Cycling Academy - Wanty-Groupe Gobert - Wallonie Bruxelles - Euskadi Basque Country-Murias Equipos continentales (8)- Saint Michel-Auber 93 - Natura4Ever-Roubaix Lille Métropole - Differdange-GeBa - Team Vorarlberg-Santic - Akros-Thömus - Development Team Sunweb - Amore & Vita-Prodir - EvoPro Racing |
| |

## Clasificación final
- Las clasificaciones finalizaron de la siguiente forma:[4]

| \| Clasificación general \| Clasificación general \| Clasificación general \| Clasificación general \| Clasificación general \| \| Ciclista \| Ciclista \| Equipo \| Tiempo \| \| \| --------------------- \| --------------------- \| ----------------------------------- \| --------------------- \| --------------------- \| \| 1.º \| Marc Sarreau \| Groupama-FDJ \| 4 h 46 min 54 s \| \| \| 2.º \| Tom Van Asbroeck \| Israel Cycling Academy \| + 0 s \| \| \| 3.º \| Amaury Capiot \| Sport Vlaanderen-Baloise \| + 0 s \| \| \| 4.º \| Andrea Pasqualon \| Wanty-Gobert \| + 0 s \| \| \| 5.º \| Colin Stüssi \| Team Vorarlberg-Santic \| + 0 s \| \| \| 6.º \| Anthony Turgis \| Total Direct Énergie \| + 0 s \| \| \| 7.º \| Evaldas Šiškevicius \| Delko Marseille Provence \| + 0 s \| \| \| 8.º \| Pierre Barbier \| Natura4Ever-Roubaix Lille Métropole \| + 0 s \| \| \| 9.º \| Nils Eekhoff \| Team Sunweb \| + 0 s \| \| \| 10.º \| Bert De Backer \| Vital Concept-B&B Hotels \| + 0 s \| \| |                     |                                     |                 |
| |                     |                                     |                 |
| Fuente: ProCyclingStats |                     |                                     |                 |
| Clasificación general |                     |                                     |                 |
| Ciclista | Ciclista            | Equipo                              | Tiempo          |
| 1.º | Marc Sarreau        | Groupama-FDJ                        | 4 h 46 min 54 s |
| 2.º | Tom Van Asbroeck    | Israel Cycling Academy              | + 0 s           |
| 3.º | Amaury Capiot       | Sport Vlaanderen-Baloise            | + 0 s           |
| 4.º | Andrea Pasqualon    | Wanty-Gobert                        | + 0 s           |
| 5.º | Colin Stüssi        | Team Vorarlberg-Santic              | + 0 s           |
| 6.º | Anthony Turgis      | Total Direct Énergie                | + 0 s           |
| 7.º | Evaldas Šiškevicius | Delko Marseille Provence            | + 0 s           |
| 8.º | Pierre Barbier      | Natura4Ever-Roubaix Lille Métropole | + 0 s           |
| 9.º | Nils Eekhoff        | Team Sunweb                         | + 0 s           |
| 10.º | Bert De Backer      | Vital Concept-B&B Hotels            | + 0 s           |

## UCI World Ranking
La París-Bourges otorgó puntos para el UCI World Ranking para corredores de los equipos en las categorías UCI WorldTeam, Profesional Continental y Equipos Continentales. Las siguientes tablas son el baremo de puntuación y los 10 corredores que obtuvieron más puntos:
| Posición   | 1.º | 2.º | 3.º | 4.º | 5.º | 6.º | 7.º | 8.º | 9.º | 10.º | 11.º | 12.º | 13.º-15.º | 16.º-25.º |
| Puntuación | 125 | 85  | 70  | 60  | 50  | 40  | 35  | 30  | 25  | 20   |      |      |           |           |

| Clasificación |                     |                                     |        |
| Posición      | Ciclista            | Equipo                              | Puntos |
| ------------- | ------------------- | ----------------------------------- | ------ |
| 1.º           | Marc Sarreau        | Groupama-FDJ                        | 125    |
| 2.º           | Tom Van Asbroeck    | Israel Cycling Academy              | 85     |
| 3.º           | Amaury Capiot       | Sport Vlaanderen-Baloise            | 70     |
| 4.º           | Andrea Pasqualon    | Wanty-Gobert                        | 60     |
| 5.º           | Colin Stüssi        | Vorarlberg-Santic                   | 50     |
| 6.º           | Anthony Turgis      | Total Direct Énergie                | 40     |
| 7.º           | Evaldas Šiškevicius | Delko Marseille Provence            | 35     |
| 8.º           | Pierre Barbier      | Natura4Ever-Roubaix Lille Métropole | 30     |
| 9.º           | Nils Eekhoff        | Development Sunweb                  | 25     |
| 10.º          | Bert De Backer      | Vital Concept-B&B Hotels            | 20     |